# Moszkóvium
A moszkóvium (korábbi nevén ununpentium) a periódusos rendszer 115. eleme. A Magyar Tudományos Akadémia 2019. július 24-én kiadott ajánlásban javasolta a moszkóvium nevet, noha az elem felfedezése óta a magyar nyelvhasználók jelentős többsége a moszkovium alakot használta. A 2019-ben központilag előállított, minden magyar középiskolába 2019. augusztus végén kerülő fali periódusos rendszerben a moszkovium név szerepel. Vegyjele Mc, korábban Uup. Jelenleg két izotópja ismert Mc-287 és Mc-288. A 115-ös elem éppen az elméleti stabilitási sziget középpontjába esik. Számítások szerint az elem Mc-299-es izotópja volna a legstabilabb, amely 184-es neutronszámmal rendelkezne. A jelenlegi legnagyobb neutrontartalmú izotóp az Mc-288 173n0-t tartalmaz.

## Felfedezése
2004. február 2-án publikálta a 115-ös számú elem szintetizálását a Physical Review C-ben egy orosz kutatócsoport Dubnából, és egy amerikai csoport a Lawrence Livermore Nemzeti Laboratóriumból. A csoport amerícium-243-at bombázott Ca-48 ionokkal amikor létrehoztak négy Uup atomot. Ezek 100 ms után egy alfa-részecske kisugárzása mellett ununtriumra bomlottak.
{\displaystyle \,_{20}^{48}\mathrm {Ca} +\,_{95}^{243}\mathrm {Am} \to \,_{115}^{291}\mathrm {Uup} ^{*}\to \,_{113}^{287}\mathrm {Uut} }
Kvantummechanikai alagúteffektus-modellel végzett elméleti számítások alátámasztják a kísérletben tapasztalt alfa-bomlási felezési időt.
A felfedezést közel tíz év után sikerült független laboratóriumnak igazolni: a svédországi Lundi Egyetem tudósai 2013. augusztus 27-én közölték, hogy kutatási eredményeik alátámasztják a kísérlet állítását, vagyis kimutatták az ununpentium létezését. Az IUPAC jóváhagyása után várható, hogy a 115-ös számú elem megkapja végleges nevét.

## Elektronszerkezet

A moszkóviumnak hat telített héja van és 7s+5p+4d+2f=18 teli alhéja.
Bohr-féle atommodell: 2, 8, 18, 32, 32, 18, 5
Kvantummechanikai modell: 1s²2s²2p63s²3p64s²3d10 4p65s²4d105p66s²4f145d10 6p67s²5f146d107p³

## Lásd még
- A moszkóvium izotópjai